# 早川 (神奈川県)
早川（はやかわ）は、神奈川県足柄下郡箱根町および小田原市を流れる河川。二級水系早川の本流。

## 地理
地理的には、神奈川県足柄下郡箱根町の芦ノ湖の湖尻（湖尻水門）に源を発し東に流れ、小田原市南町と小田原市早川の境界から相模湾に注ぐ。箱根外輪山からの水が芦ノ湖に集まり、芦ノ湖北端の湖尻より流下する川が本流の早川と呼ばれる。
ただし、江戸初期の1670年に当時の小田原藩により深良用水（深良水門）が完成して、芦ノ湖の排水は現在の静岡県側に行われるようになり、明治時代の廃藩置県で小田原藩が神奈川県と静岡県に分かれ、芦ノ湖の水利権は大正時代の裁判で静岡県にあるように確定して、芦ノ湖の排水は非常時を除いて湖尻水門からは行われていない。このため現在は、早川の水源は芦ノ湖ではなくなっている。

## 早川水系の主要河川・湖沼
早川水系は、源流域の芦ノ湖に注ぐ大涌谷ほか多くの沢と、芦ノ湖から流れる早川および須雲川などの支流から成る。
各支流は河床勾配が大変急で、概ね1/15 - 1/150となっているが、芦ノ湖が自然の調整池の役割を果たしている。

### 二級河川

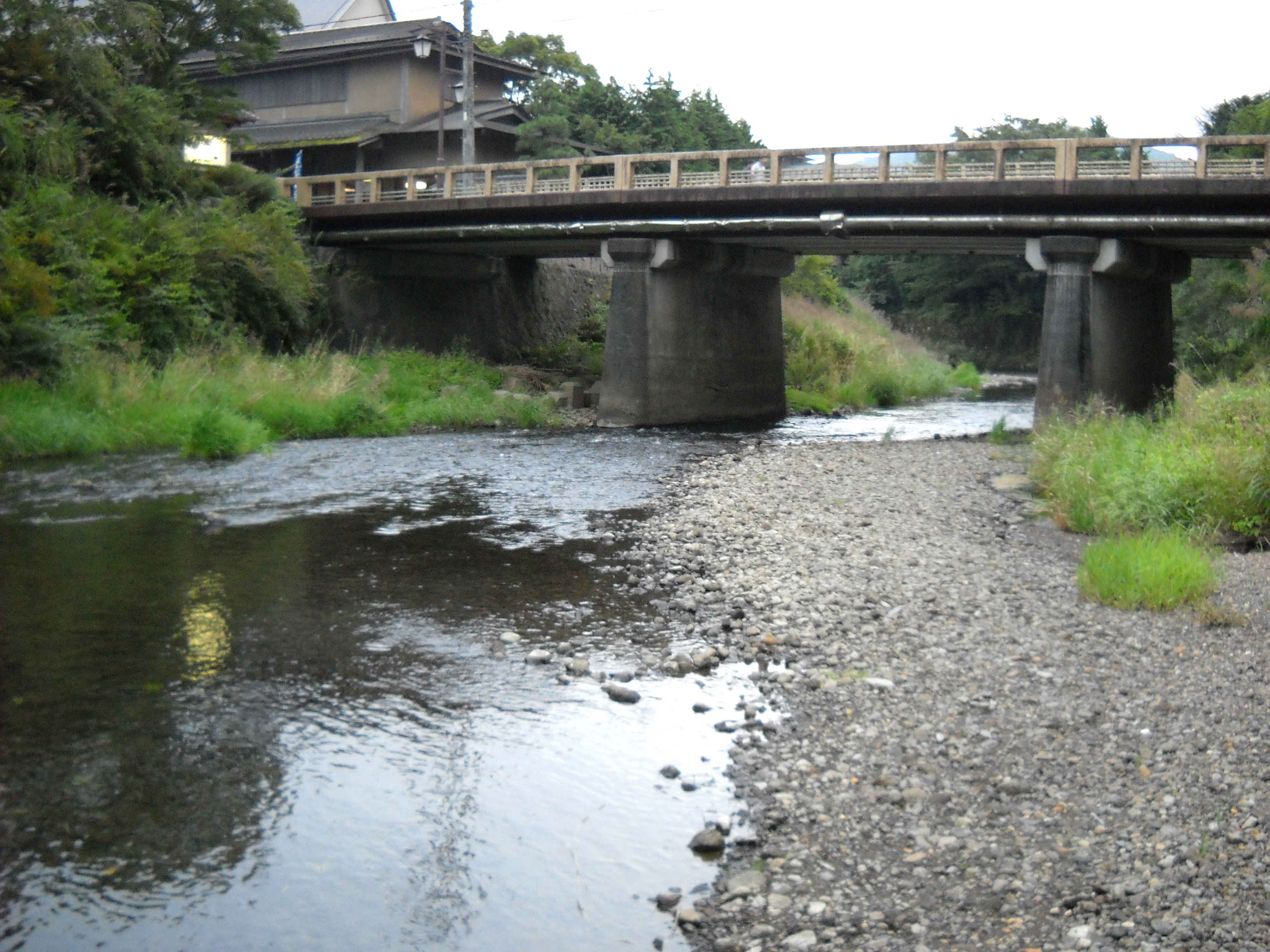
箱根町仙石原の大原橋を早川上流から望む

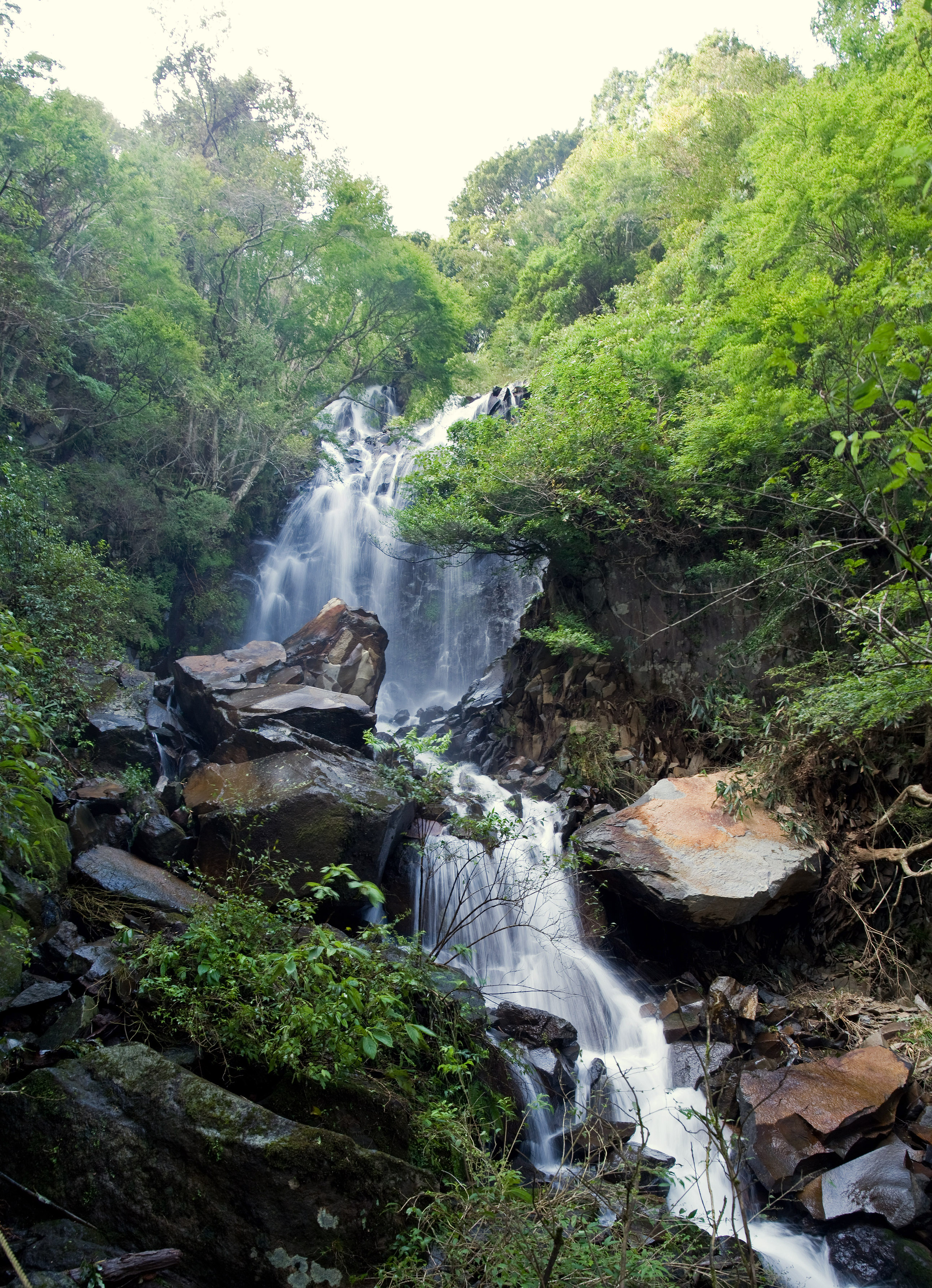
飛龍ノ滝

早川
早川水系の中では比較的河床勾配が緩く、概ね1/30 - 1/100程度であるが、支流・須雲川と合流する箱根湯本付近の峡谷がもっとも急峻になっている。芦ノ湖より下流でも幾つもの沢を集め、箱根湯本付近で須雲川と合流した後は、小田原市内の谷底平野を比較的緩い勾配で流下して相模湾に注ぐ。
芦ノ湖
早川の水源となる湖であり、神奈川県南西部の静岡県境付近にある。ただし、歴史的水利権の関係で芦ノ湖の湖尻水門は非常時を除いて常時閉鎖されており、芦ノ湖は早川の事実上の水源ではない。
須雲川（すくもがわ）
大観山（たいかんざん、標高1015.2m、かつての箱根外輪山のひとつ）を水源とし、箱根湯本で早川に合流する本流と、二子山を源流とする支流などからなる、早川水系の二級河川。延長3.97km、流域面積22.54km2。ほぼ流路に沿って箱根新道が通っている。旧東海道（県道732号）も畑宿付近までは須雲川に沿って造られており、須雲川が流れる谷は箱根越えの要衝となっている。飛龍ノ滝（神奈川県最大級の滝）は、須雲川の支流に属する。

### 準用河川
いずれも小田原市で早川に合流する。
- 吾性沢（ごしょうざわ） - 延長750m、流域面積0.8km2
- 宮沢川 - 延長700m、流域面積0.73km2
- 万松院川（ばんしょういんがわ） - 延長2,000m、流域面積1.28km2
- 山谷川 - 延長600m、流域面積0.33km2

## 流域の自治体
神奈川県　
足柄下郡箱根町、小田原市

## 洪水
明治43年（1910年）8月、豪雨により川が決壊し、周辺地域に大きな被害を出した。宮城野では36棟の家屋と水田の3分の2が流出した。箱根湯本では三枚橋とその近くの線路も流出し、その後再建されたが、線路は対岸側に移設された。塔ノ沢温泉では老舗旅館の福住楼が客室もろとも押し流され、歌舞伎作家の川尻宝岑夫妻ら宿泊客が死亡した。

## 事故
2015年4月、強羅温泉の旅館「強羅天翠」においてボイラーで使う重油を流出させる不備があり、最大1000リットルの重油が早川に流出した。